# 腾凤塔
腾凤塔，位于中国广东省韶关市仁化县董塘镇，为仁化县的一个县级文物保护单位，类型为古建筑，公布时间为1989年6月3日。
腾凤塔的历史年代为明代。